# Жусандала (крепость)
Жусандала — древняя крепость в Кармакшинском районе Кызылординской области Казахстана. Располагается в 12 км к юго-западу от села Жосалы.
В 1946 году обследована археологической группой под руководством Н. И. Суворова. При проведении археологических раскопок среди других предметов обнаружены зёрна ячменя и проса, что свидетельствует о развитии земледелия в регионе на момент функционирования крепости.